# Zasip
Zasip este o localitate din comuna Bled, Slovenia, cu o populație de 963 de locuitori.